# Férfi 50 méteres pillangóúszás a 2011-es úszó-világbajnokságon
A férfi 50 méteres pillangóúszást a 2011-es úszó-világbajnokságon július 24-én és 25-én rendezték meg. Előbb a selejtezőket és az elődöntőket, másnap a döntőt.

## Rekordok
|                    | Név           | Nemzetiség | Idő   | Helyszín | Dátum            |
| ------------------ | ------------- | ---------- | ----- | -------- | ---------------- |
| Világcsúcs         | Rafael Muñoz  | ESP        | 22.43 | Málaga   | 2009. április 5. |
| Világbajnoki csúcs | Milorad Čavić | SRB        | 22.67 | Róma     | 2009. július 27. |

## Érmesek
| Arany                        | Ezüst                     | Bronz                      |
| Brazília · César Cielo Filho | Ausztrália · Matt Targett | Ausztrália · Geoff Huegill |

## Eredmények

### Selejtezők
| Helyezés | Selejtező | Pálya | Név                       | Nemzetiség | Idő   | Megj. |
| -------- | --------- | ----- | ------------------------- | ---------- | ----- | ----- |
| 1        | 7         | 4     | César Cielo Filho         | BRA        | 23.26 | Q     |
| 2        | 6         | 4     | Geoff Huegill             | AUS        | 23.27 | Q     |
| 3        | 5         | 6     | Florent Manaudou          | FRA        | 23.31 | Q     |
| 4        | 5         | 5     | Jason Dunford             | KEN        | 23.48 | Q     |
| 5        | 6         | 5     | Steffen Deibler           | GER        | 23.50 | Q     |
| 6        | 7         | 7     | Ivan Lenđer               | SRB        | 23.51 | Q     |
| 7        | 6         | 8     | Konrad Czerniak           | POL        | 23.52 | Q, NR |
| 8        | 5         | 4     | Matthew Targett           | AUS        | 23.53 | Q     |
| 9        | 6         | 3     | Andrij Hovorov            | UKR        | 23.63 | Q     |
| 10       | 7         | 3     | Roland Schoeman           | RSA        | 23.64 | Q     |
| 11       | 6         | 6     | Francois Heersbrandt      | BEL        | 23.73 | Q     |
| 12       | 5         | 2     | Milorad Čavić             | SRB        | 23.76 | Q     |
| 13       | 7         | 8     | Benjamin Hockin           | PAR        | 23.82 | Q     |
| 14       | 7         | 5     | Frederick Bousquet        | FRA        | 23.84 | Q     |
| 15       | 5         | 8     | Antony James              | GBR        | 23.94 | Q     |
| 16       | 7         | 2     | Joeri Verlinden           | NED        | 23.96 | S-Off |
| 16       | 7         | 1     | Nyikita Konovalov         | RUS        | 23.96 | S-Off |
| 18       | 6         | 7     | Octavio Alesi             | VEN        | 23.99 |       |
| 19       | 4         | 4     | Peter Mankoč              | SLO        | 24.01 |       |
| 20       | 7         | 6     | Mario Todorović           | CRO        | 24.05 |       |
| 21       | 5         | 1     | Javhen Curkin             | BLR        | 24.09 |       |
| 22       | 4         | 2     | Yeugeniy Lazuka           | AZE        | 24.14 |       |
| 23       | 4         | 3     | Marco Belotti             | ITA        | 24.19 |       |
| 23       | 5         | 3     | Cullen Jones              | USA        | 24.19 |       |
| 25       | 6         | 1     | Ryan Pini                 | PNG        | 24.26 |       |
| 26       | 4         | 1     | Joseph Bartoch            | CAN        | 24.29 |       |
| 27       | 6         | 2     | Zhou Jiawei               | CHN        | 24.33 |       |
| 28       | 5         | 7     | Elvis Burrows             | BAH        | 24.35 |       |
| 29       | 4         | 8     | Joshua McLeod             | TRI        | 24.41 |       |
| 30       | 4         | 5     | Daniel Bell               | NZL        | 24.43 |       |
| 31       | 4         | 6     | Michal Rubacek            | CZE        | 24.59 |       |
| 32       | 4         | 7     | Virdhaval Vikram Khade    | IND        | 24.65 |       |
| 33       | 3         | 6     | Marcelino Richaards       | SUR        | 25.36 |       |
| 34       | 3         | 5     | Serghei Golban            | MDA        | 25.37 |       |
| 35       | 3         | 4     | Yellow Yeiyah             | NGR        | 25.41 |       |
| 36       | 3         | 8     | Ifalemi Paea              | Tonga      | 25.50 |       |
| 37       | 3         | 7     | Andrew Chetcuti           | MLT        | 25.54 |       |
| 38       | 2         | 4     | Javier Hernandez          | HON        | 26.05 |       |
| 39       | 3         | 2     | Joao Matias               | ANG        | 26.06 |       |
| 40       | 3         | 1     | Obaid Al Jasmi            | UAE        | 26.20 |       |
| 41       | 3         | 3     | Rami Anis                 | SYR        | 26.22 |       |
| 42       | 1         | 3     | Iohanad Dheyaa            | IRQ        | 27.51 |       |
| 43       | 2         | 5     | Mark Thompson             | ZAM        | 28.90 |       |
| 44       | 1         | 1     | Mohamed Abdelrawf Mahmoud | SUD        | 29.02 |       |
| 45       | 2         | 3     | John Kamyuka              | BOT        | 29.03 |       |
| 46       | 2         | 2     | Conrad Gaira              | UGA        | 29.36 |       |
| 47       | 2         | 6     | Fiseha Hailu              | ETH        | 29.58 |       |
| 48       | 1         | 6     | Khalid Ismaeel Alibaba    | BHR        | 29.95 |       |
| 49       | 1         | 4     | Inayath Hassan            | MDV        | 30.03 |       |
| 50       | 2         | 7     | Tolga Akcayli             | VCT        | 30.05 |       |
| 51       | 1         | 2     | Dionisio Augustine II     | FSM        | 30.59 |       |
| 52       | 2         | 1     | Chingizov Alisher         | TJK        | 30.64 |       |
| 53       | 2         | 8     | Wei Ching Maou            | ASA        | 31.29 |       |
| 54       | 1         | 7     | Kyle Zreibe               | ATG        | 36.25 |       |
|          | 1         | 8     | Abd Mohamed Mahmoud       | SUD        | DNS   |       |
|          | 1         | 5     | Amer Ali                  | IRQ        | DSQ   |       |

### Szétúszás
| Helyezés | Pálya | Név               | Nemzetiség | Idő   | Megj. |
| -------- | ----- | ----------------- | ---------- | ----- | ----- |
| 1        | 4     | Joeri Verlinden   | NED        | 23.77 | Q     |
| 2        | 5     | Nyikita Konovalov | RUS        | 23.84 |       |

### Elődöntők

#### Első elődöntő
| Helyezés | Pálya | Név                | Nemzetiség | Idő   | Megj. |
| -------- | ----- | ------------------ | ---------- | ----- | ----- |
| 1        | 4     | Geoff Huegill      | AUS        | 23.26 | Q     |
| 2        | 5     | Jason Dunford      | KEN        | 23.34 | Q     |
| 3        | 6     | Matthew Targett    | AUS        | 23.41 | Q     |
| 4        | 1     | Frederick Bousquet | FRA        | 23.42 | Q     |
| 5        | 2     | Roland Schoeman    | RSA        | 23.48 |       |
| 6        | 3     | Ivan Lenđer        | SRB        | 23.54 |       |
| 7        | 7     | Milorad Čavić      | SRB        | 23.59 |       |
| 8        | 8     | Joeri Verlinden    | NED        | 23.73 |       |

#### Második elődöntő
| Helyezés | Pálya | Név                  | Nemzetiség | Idő   | Megj. |
| -------- | ----- | -------------------- | ---------- | ----- | ----- |
| 1        | 4     | César Cielo Filho    | BRA        | 23.19 | Q     |
| 2        | 5     | Florent Manaudou     | FRA        | 23.32 | Q     |
| 3        | 2     | Andrij Hovorov       | UKR        | 23.39 | Q     |
| 3        | 3     | Steffen Deibler      | GER        | 23.39 | Q     |
| 5        | 6     | Konrad Czerniak      | POL        | 23.48 | NR    |
| 6        | 7     | Francois Heersbrandt | BEL        | 23.68 |       |
| 7        | 8     | Antony James         | GBR        | 23.74 |       |
| 8        | 1     | Benjamin Hockin      | PAR        | 23.95 |       |

### Döntő
| Helyezés  | Pálya | Név                | Nemzetiség | Idő   | Megj. |
| --------- | ----- | ------------------ | ---------- | ----- | ----- |
| Aranyérem | 4     | César Cielo Filho  | BRA        | 23.10 |       |
| Ezüstérem | 1     | Matt Targett       | AUS        | 23.28 |       |
| Bronzérem | 5     | Geoff Huegill      | AUS        | 23.35 |       |
| 4         | 8     | Frederick Bousquet | FRA        | 23.38 |       |
| 5         | 3     | Florent Manaudou   | FRA        | 23.49 |       |
| 6         | 2     | Steffen Deibler    | GER        | 23.55 |       |
| 7         | 6     | Jason Dunford      | KEN        | 23.60 |       |
| 8         | 7     | Andrij Hovorov     | UKR        | 23.64 |       |